# Kommandierender General der Deutschen Luftwaffe in Norwegen
Der Kommandierende General der Deutschen Luftwaffe in Norwegen war eine höhere Dienststellung der deutschen Luftwaffe im Zweiten Weltkrieg.

## Geschichte
Die Etatsierung der Dienststelle Kommandierender General der Deutschen Luftwaffe in Norwegen mit Sitz in Oslo-Holmenkollen, im vom Deutschen Reich besetzten Norwegen, erfolgte am 15. September 1944 aus dem Stab der aufgelösten Luftflotte 5 und dem (Feld-)Luftgau-Kommando Norwegen. Durch diese Dienststelle wurde das Ehrenschild des Luftgaukommandos Norwegen verliehen. Am 8. Mai 1945, nach der bedingungslosen Kapitulation der Wehrmacht, erfolgte die Auflösung.

## Personen

### Kommandierender General
| Dienstgrad          | Name              | Datum                                   |
| ------------------- | ----------------- | --------------------------------------- |
| General der Flieger | Josef Kammhuber   | 16. September 1944 bis 10. Oktober 1944 |
| Generalmajor        | Ernst-August Roth | 10. Oktober 1944 bis 8. Mai 1945        |

### Chef des Stabes
| Dienstgrad | Name                     | Datum                                    |
| ---------- | ------------------------ | ---------------------------------------- |
| Oberst     | Ernst Kusserow           | 16. September 1944 bis 18. November 1944 |
| Oberst     | Friedrich-August Meißner | 19. November 1944 bis 8. Mai 1945        |

## Unterstellte Verbände
| 16. September 1944 | |
| --- | --- |
| 16. September 1944 | Kommandierender General der Deutschen Luftwaffe in Finnland; Jagdfliegerführer Norwegen; 5. Flieger-Division |
| 1. März 1945 | |
| Kommandierender General der Deutschen Luftwaffe in Finnland; Jagdfliegerführer Norwegen; 5. Flieger-Division; 29. Flak-Division; 13. Flak-Brigade | |